# Green Park (stanice metra v Londýně)
Green Park je stanice metra v Londýně, pojmenovaná podle královského parku Green Park. Otevřena byla roku 1906. Nachází se na třech linkách :
- Jubilee Line (mezi stanicemi Bond Street a Westminster)
- Piccadilly Line (mezi stanicemi Hyde Park Corner a Piccadilly Circus)
- Victoria Line (mezi stanicemi Victoria a Oxford Circus)

| Rok  | Počet cestujících |
| ---- | ----------------- |
| 2011 | 31,72 mil         |
| 2012 | 33,99 mil         |
| 2013 | 35,46 mil         |
| 2014 | 39,83 mil         |